# Saint-Nicolas-des-Bois (Orne)
Saint-Nicolas-des-Bois – miejscowość i gmina we Francji, w regionie Normandia, w departamencie Orne.
Według danych na rok 1990 gminę zamieszkiwało 241 osób, a gęstość zaludnienia wynosiła 10 osób/km² (wśród 1815 gmin Dolnej Normandii Saint-Nicolas-des-Bois plasuje się na 649. miejscu pod względem liczby ludności, natomiast pod względem powierzchni na miejscu 68.).